# Клосс, Борис Михайлович
Бори́с Миха́йлович Клосс (род. 19 декабря 1932, Москва) — советский и российский историк, источниковед, археограф и палеограф. Кандидат физико-математических наук (1960), доктор исторических наук (1989).
Ведущий научный сотрудник Центра истории религии и церкви Института российской истории РАН. Действительный член РАЕН (2002). Почётный доктор Европейского университета (2003)[уточнить]. Член Международной ассоциации древнеславянских исследований (1992).

## Биография
Б. М. Клосс родился 19 декабря 1932 года в Москве в семье военнослужащего.
В 1956 году окончил механико-математический факультет Московского государственного университета им. М. В. Ломоносова. В 1958 году стал младшим научным сотрудником Научно-исследовательского института автоматики. В 1959 году окончил аспирантуру, а в 1960 году стал кандидатом физико-математических наук, защитив диссертацию по теме «Предельные теоремы теории вероятностей на бикомпактных группах».
С 1962 года стал старшим научным сотрудником НИИ автоматики, а с 1971 года старшим научным сотрудником Института истории СССР АН СССР. Тема его докторской диссертации: «Никоновский свод и русские летописи XVI—XVII вв.» (специальность 07.00.09 — историография, источниковедение и методы исторического исследования).
С 1989 года Борис Михайлович — ведущий научный сотрудник Института истории АН СССР (РАН). В 1980—1990-х годов он одновременно преподавал в МГУ, МГИАИ, МФТИ.
Член Учёных советов Центрального музея древнерусской культуры и искусства им. Андрея Рублева и Сергиево-Посадского историко-художественного музея-заповедника. Он читал лекции по источниковедению и истории древнерусской литературы: в Калифорнийском университете (США, Лос-Анджелес), Познанском и Гданьском университетах (Польша), университете г. Тромсе (Норвегия), на историческом факультете Ярославского университета и в Гуманитарном центре Физико-технического института.
Один из крупнейших специалистов в России и в мире по истории русской агиографии.

## Награды
- Лауреат Макарьевской премии в номинации «История Православной Церкви» за работу «Житие Сергия Радонежского»[4]
- Памятный знак «Малый серебряный крест имени Ярослава Мудрого» за высокие достижения в профессиональной и общественной деятельности и в связи с активным участием в подготовке мероприятий по празднованию 1000-летия города Ярославля[значимость факта?].
- Золотая медаль Российской академии образования «За достижения в науке».

## Критика
Монография Б. М. Клосса «Избранные труды. Т. 1. Житие Сергия Радонежского: Рукописная традиция. Жизнь и чудеса. Тексты» подверглась жесткой критике со стороны филологов и историков. А. Г. Бобров, Г. М. Прохоров и С. А. Семячко выступили с коллективной рецензией под заглавием «Имитация науки». По мнению авторов, рецензируемая книга отличается «неуважением автора к источнику», «неуважением автора к коллегам» и «безудержной фантазией при конструировании собственных выводов». В тексте рецензии работа Клосса сравнивается с «гуманитарными откровениями „академика Фоменко“».
В. А. Кучкин в статье «Антиклоссицизм» полемически сравнил научную ценность этой же книги Б. М. Клосса с «указаниями по созданию вечного двигателя». Как пишет Кучкин, автор книги «не умеет прочесть текст, который взялся истолковывать, а потому не понимает его».

## Труды
Область его научных исследований: источниковедение истории Средневековой Руси; математические методы в исторических исследованиях.
Клосс Б. М. является ответственным редактором, составителем и автором предисловий к новой серии изданий томов Полного собрания русских летописей, автором «Кодикологического исследования „автографа“ Яна Длугоша» и «Русских источников I—VI книг Анналов Длугоша» (в книге: Щавелева Н. И. Древняя Русь в «Польской истории» Яна Длугоша. М., 2004).

### Книги
- Клосс Б. М. Никоновский свод и русские летописи XVI-XVII веков. — М.: Наука, 1980. — 312 с.
- Клосс Б. М. Избранные труды. — М.: Языки русской культуры, 1998. — Т. 1. Житие Сергия Радонежского: Рукописная традиция. Жизнь и чудеса. Тексты. — 568 с. — (Язык. Семиотика. Культура). — ISBN 5-7859-0079-3.
- Клосс Б. М. Избранные труды. — М.: Языки русской культуры, 2001. — Т. 2. Очерки по истории русской агиографии XIV–XVI вв. — 488 с. — (Язык. Семиотика. Культура). — ISBN 5-7859-0087-4.
- Клосс Б. М. О происхождении названия «Россия». — М.: Языки славянской культуры, 2012. — 150 с.  (недоступная ссылка)
- Клосс Б. М., Новикова Н. Н. Н. Г. Чернышевский во главе революционеров 1861 года: Некоторые итоги и перспективы исслед. — М.: Наука 1981. — 319 с.

### Статьи
- Клосс Б. М., Лурье Я. С. Русские летописи XI—XV вв.: (Материалы для описания) // Методические рекомендации по описанию славяно-русских рукописей для Сводного каталога рукописей, хранящихся в СССР. Вып. 2. — М., 1976. — С. 91—94.
- Градова Б. А., Клосс Б. М., Корецкий В. И. О рукописях библиотеки Д. М. Голицына в Архангельском // Археографический ежегодник за 1980 год. — М.: Наука, 1981. — С. 179—190.
- Клосс Б. М., Назаров В. Д. Благовещенский собор и письменные источники XV - XVI веков // Уникальному памятнику русской культуры Благовещенскому собору Московского Кремля 500 лет: Тезисы научной конференции. — М., 1989. — С. 10—14.
- Клосс Б. М., Назаров В. Д. Летописные источники XV века о строительстве московского Успенского собора // История и реставрация памятников Московского Кремля. Государственные музеи Московского Кремля. Вып. VI. — М., 1989. — С. 20—42.
- Клосс Б. М., Назаров В. Д. Судебник 1497 г.: рукопись и текст // Судебник 1497 г. в контексте истории российского и зарубежного права XI - XIX вв.. Сборник статей. — М.: Парад, 2000. — С. 53—75.

### Коллективные монографии
Он принимал участие в составлении коллективных монографий:
- Памятники Куликовского цикла. М.,1998.
- Монашество и монастыри в России. М.,2002.
- Письменные памятники истории Древней Руси. СПб., 2003.
- Троицкий собор Троице-Сергиевой Лавры. СТСЛ, 2003.
- Успенский собор в Ярославле. Ярославль, 2007.